# Reimar Kuntze
Reimar Kuntze (* 27. Januar 1902 in Berlin; † 18. August 1949 in München) war ein deutscher Kameramann.

## Leben
Kuntze begann 1918 in Berlin eine Fotografenlehre und war bereits 1919 Mitarbeiter der Aktualitäten-Abteilung bei Pathé in Paris. Ab 1922 stand er in Deutschland hinter der Filmkamera. Er war an zwei Fridericus-Rex-Filmen beteiligt und drehte mit Axel Graatkjær I.N.R.I. (1923, Regie: Robert Wiene) und Nju (1924, Regie: Paul Czinner). Dabei entwickelte er sein persönliches künstlerisches Profil, dessen Ausdrucksform auf variablen Hell-Dunkel-Kompositionen beruhte.
Kuntze war für filmische Experimente offen und filmte 1927 gemeinsam mit seinen Kollegen Robert Baberske und László Schäffer mit versteckter Kamera in den Straßen Berlins für Walther Ruttmanns komponierten Dokumentarfilm Berlin – Die Sinfonie der Grosstadt. Danach drehte er für Hans Richter den Experimentalfilm Vormittagsspuk.
In den 1930er Jahren begann Kuntze unter anderem mit Mädchen in Uniform (1931, Regie: Leontine Sagan) und Die Koffer des Herrn O.F. (1931, Regie: Alexander Granowski) und entwickelte sich zu einem routinierten Kameramann zahlreicher Unterhaltungsfilme.
Nach dem Krieg entstanden unter seiner Kameraführung nur noch zwei Filme, zuletzt Königskinder von Helmut Käutner. Beigesetzt wurde Kuntze auf dem Waldfriedhof in München, Alter Teil.

## Filmografie
| - 1923: Adam und Eva - 1923: I.N.R.I. - 1924: Garragan - 1924: Der Klabautermann - 1924: Nju - 1925: Die Frau ohne Geld - 1925: Weil Du es bist - 1925: Lebende Buddhas - 1925: Ein Sommernachtstraum - 1925: Heiratsannoncen - 1926: Der Hauptmann von Köpenick - 1926: Frauen und Banknoten - 1927: Der Mann ohne Kopf - 1927: Berlin – Die Sinfonie der Großstadt - 1927: Liebe geht seltsame Wege - 1927: Einer gegen alle - 1927: Vormittagsspuk - 1928: Herr Meister und Frau Meisterin - 1928: Der Kampf um den Mann - 1929: Die Nacht gehört uns - 1929: Morgenröte - 1929: Alles dreht sich, alles bewegt sich - 1929: Melodie der Welt - 1930: Der weiße Teufel - 1930: Ich glaub' nie mehr an eine Frau - 1930: Das lockende Ziel - 1930: Wie werde ich reich und glücklich? - 1930: Das Land des Lächelns - 1931: In der Nacht - 1931: Dactylo - 1931: Die Privatsekretärin - 1931: Die Koffer des Herrn O.F. - 1931: Mädchen in Uniform - 1931: Viktoria und ihr Husar - 1931: Die schwebende Jungfrau - 1931: Mitternachtsliebe - 1931: Walzerparadies - 1932: Fünf von der Jazzband - 1932: Hallo Hallo! Hier spricht Berlin! (Allo Berlin? Ici Paris!) - 1932: Ein steinreicher Mann - 1932: Der Rebell - 1932: Paprika - 1932: Spione im Savoy-Hotel - 1932: Drei von der Kavallerie - 1932: Die verkaufte Braut - 1933: Ein Lied geht um die Welt - 1933: Es war einmal ein Musikus - 1933: Ich will Dich Liebe lehren - 1933: Die Blume von Hawaii - 1933: Eine Frau wie Du - 1933: Moral und Liebe - 1933: Kaiserwalzer - 1933: Hochzeit am Wolfgangsee - 1933: Reifende Jugend | - 1933: Sag' mir, wer Du bist - 1934: Abenteuer eines jungen Herrn in Polen - 1934: Bums, der Scheidungsgrund - 1934: Frühlingsmärchen - 1934: Ihr größter Erfolg - 1934: Die kleinen Verwandten - 1934: Krach um Jolanthe - 1934: My Song Goes Round the World - 1934: Rhapsodie. Ein musikalisches Intermezzo aus dem Leben Franz Liszts (Kurzfilm) - 1934: Die rosarote Brille - 1934: Der verlorene Sohn - 1935: Wenn die Musik nicht wär' - 1935: Liselotte von der Pfalz - 1935: Die blonde Carmen - 1935: Warum lügt Fräulein Käthe? - 1935: Ich war Jack Mortimer - 1935: Traumulus - 1936: Es geht um mein Leben - 1936: Wenn wir alle Engel wären - 1936: Der Weg des Herzens (Prater) - 1936: Das Schönheitsfleckchen - 1936: Wenn der Hahn kräht - 1936: Raub der Sabinerinnen - 1937: Zweimal zwei im Himmelbett - 1937: Die Austernlilli - 1937: Gabriele eins, zwei, drei - 1937: Togger - 1938: Carmen, la de Triana - 1938: Der Maulkorb - 1938: Die Umwege des schönen Karl - 1938: Das Leben kann so schön sein - 1938: Die 4 Gesellen - 1938: Andalusische Nächte - 1939: Die Geliebte - 1939: Das Wort aus Stein - 1939: Sommer, Sonne, Erika - 1939: Nanette - 1940: Der liebe Augustin - 1940: Herz - modern möbliert - 1940: Wie konntest Du, Veronika! - 1941: Tanz mit dem Kaiser - 1941: Der Gasmann - 1941/43: Nacht ohne Abschied - 1942: Viel Lärm um Nixi - 1942: Non mi sposo più (italienische Version des vorhergehenden Films) - 1942: Hab mich lieb! - 1942/51: Augen der Liebe - 1943: Der Majoratsherr - 1943: Ein Mann mit Grundsätzen? - 1945: Die Brüder Noltenius - 1945: Sag’ die Wahrheit (unvollendet) - 1949: Artistenblut - 1949: Träum’ nicht, Annette! - 1950: Königskinder |